# Universidade de Rhode Island
A Universidade de Rhode Island (URI) é uma universidade pública estadunidense de pesquisa com concessão de terras com seu campus principal em Kingston, Rhode Island. Os campi satélites incluem o Feinstein Campus em Downtown Providence, o Rhode Island Nursing Education Center no Jewelry District de Providence, o Narragansett Bay Campus em Narragansett e o W. Alton Jones Campus em West Greenwich .
A universidade disponibiliza bacharelado, mestrado e doutorado em 80 áreas de estudo de graduação e 49 de pós-graduação por meio de nove escolas e unidades universitárias. Essas escolas e faculdades incluem Artes e Ciências, Negócios, Educação e Estudos Profissionais, Engenharia, Ciências da Saúde, Meio Ambiente e Ciências da Vida, Enfermagem, Farmácia e Oceanografia. Outra unidade universitária, a University College for Academic Success, serve principalmente como uma faculdade de orientação para todos os alunos de graduação e os acompanha durante os dois primeiros anos de matrícula na URI. A universidade está classificada entre "R2: Universidades de Doutorado – Alta atividade de pesquisa". A partir de 2019, a URI matriculou 14.654 alunos de graduação, 1.982 alunos de pós-graduação e 1.339 alunos não graduados, tornando-se a maior universidade estadual.

## História
A Universidade de Rhode Island foi fundada pela primeira vez em 1888, como escola agrícola do estado e estação experimental agrícola. O local da escola era originalmente a Fazenda Oliver Watson em Kingston, cuja fazenda original é agora um pequeno museu. Em 1892, a escola ficou conhecida como Rhode Island College of Agriculture and Mechanic Arts . A primeira turma possuia apenas dezessete alunos, cada um completando seu determinados curso em dois anos. Em 1909, o nome da escola foi novamente alterado para Rhode Island State College, devido aos programas da escola, que foram expandidos além de seu mandato original de educação agrícola.
Em 1951, a escola recebeu seu título atual por meio de um ato da Assembléia Geral após a adição do Colégio de Artes e Ciências e a oferta de doutorados. O Conselho de Governadores do Ensino Superior, nomeado pelo governador, tornou-se o corpo diretivo da Universidade em 1981 durante a presidência de Frank Newman (1974-1983). O Conselho de Governadores foi substituído pelo Conselho de Educação de Rhode Island em 2013, e por um Conselho de Curadores de 17 membros em 2019.
Em 2013, o corpo docente adotou uma política de acesso aberto para tornar sua bolsa de estudos acessível ao público online.

### Presidentes
Doze indivíduos serviram como presidente, e outros três serviram como presidente interino da Universidade de Rhode Island. Marc B. Parlange é o atual presidente, tendo servido desde agosto de 2021.

## Campus principal
O campus principal da URI está localizado no norte de South Kingstown e é acessado pela Rhode Island Route 138 do oeste ( Interstate 95 ) ou do leste ( United States Route 1 ). O campus era principalmente terras agrícolas quando foi comprado pelo estado em 1888, e ainda inclui o c. 1796 Casa de Fazenda Oliver Watson. Os edifícios pioneitos do campus localizam-se em torno de seu quadrilátero principal e foram construídos em granito extraído localmente. O plano diretor do campus foi formado pelos famosos arquitetos paisagistas Olmsted, Olmsted & Eliot na década de 1890. A parte central do campus, onde está localizada a maioria de seus edifícios anteriores a 1950, foi listada no Registro Nacional de Lugares Históricos em 2017.

## Galeria

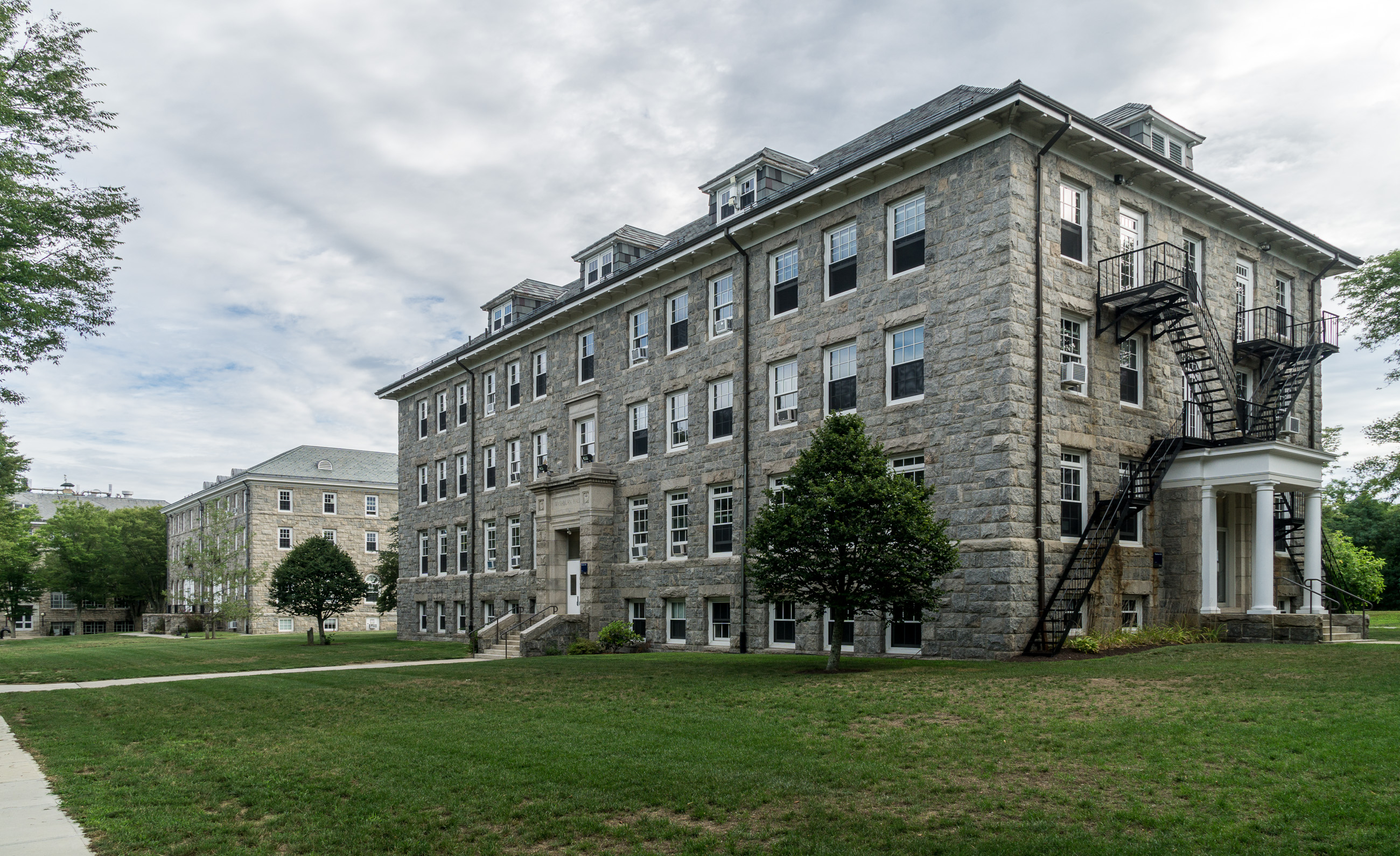
East Hall (1909)  e Washburn Hall (1921)
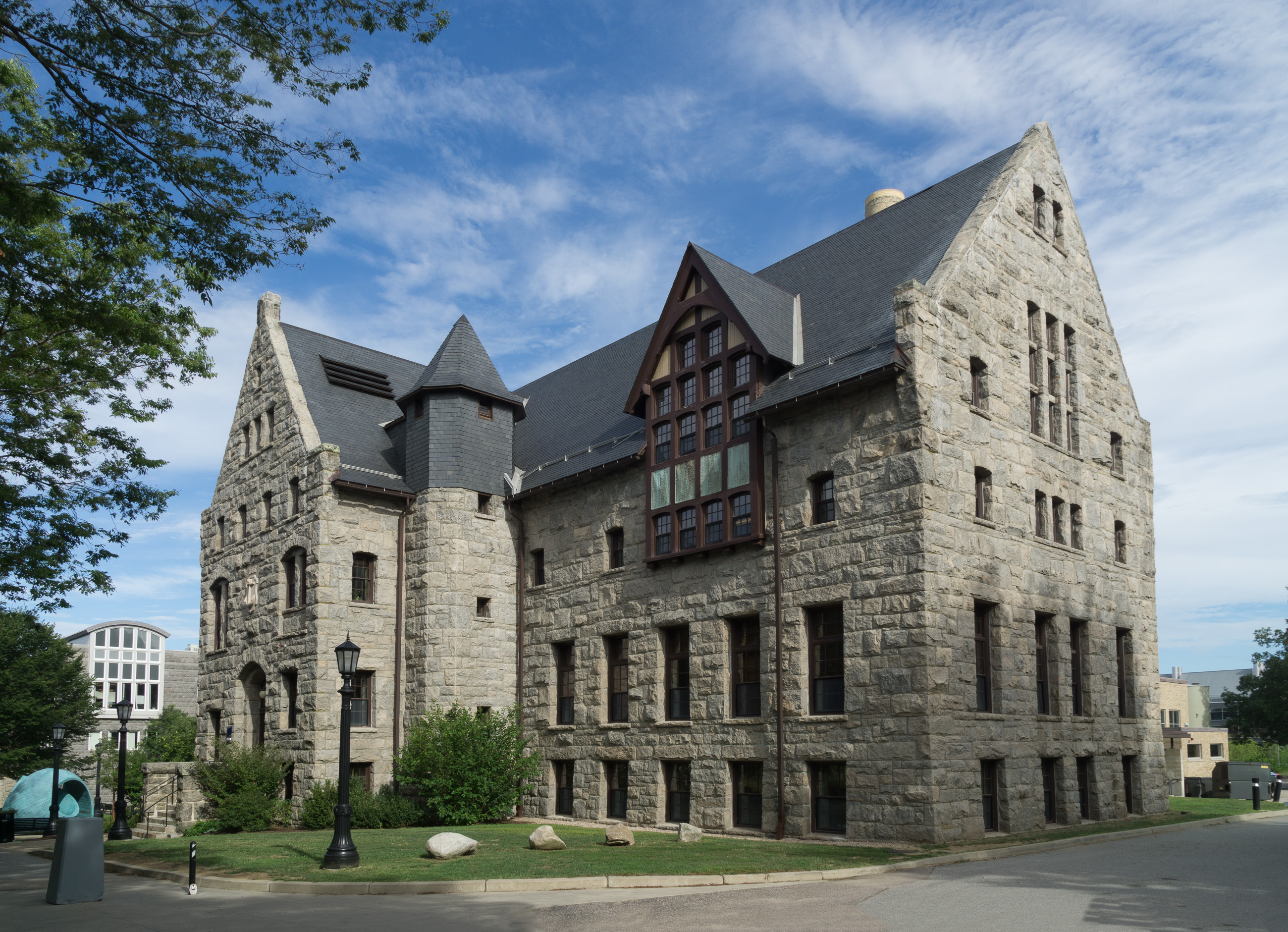
Lippitt Hall, nomeado para o governador Charles W. Lippitt, era originalmente um salão de treinamento e arsenal (1897)
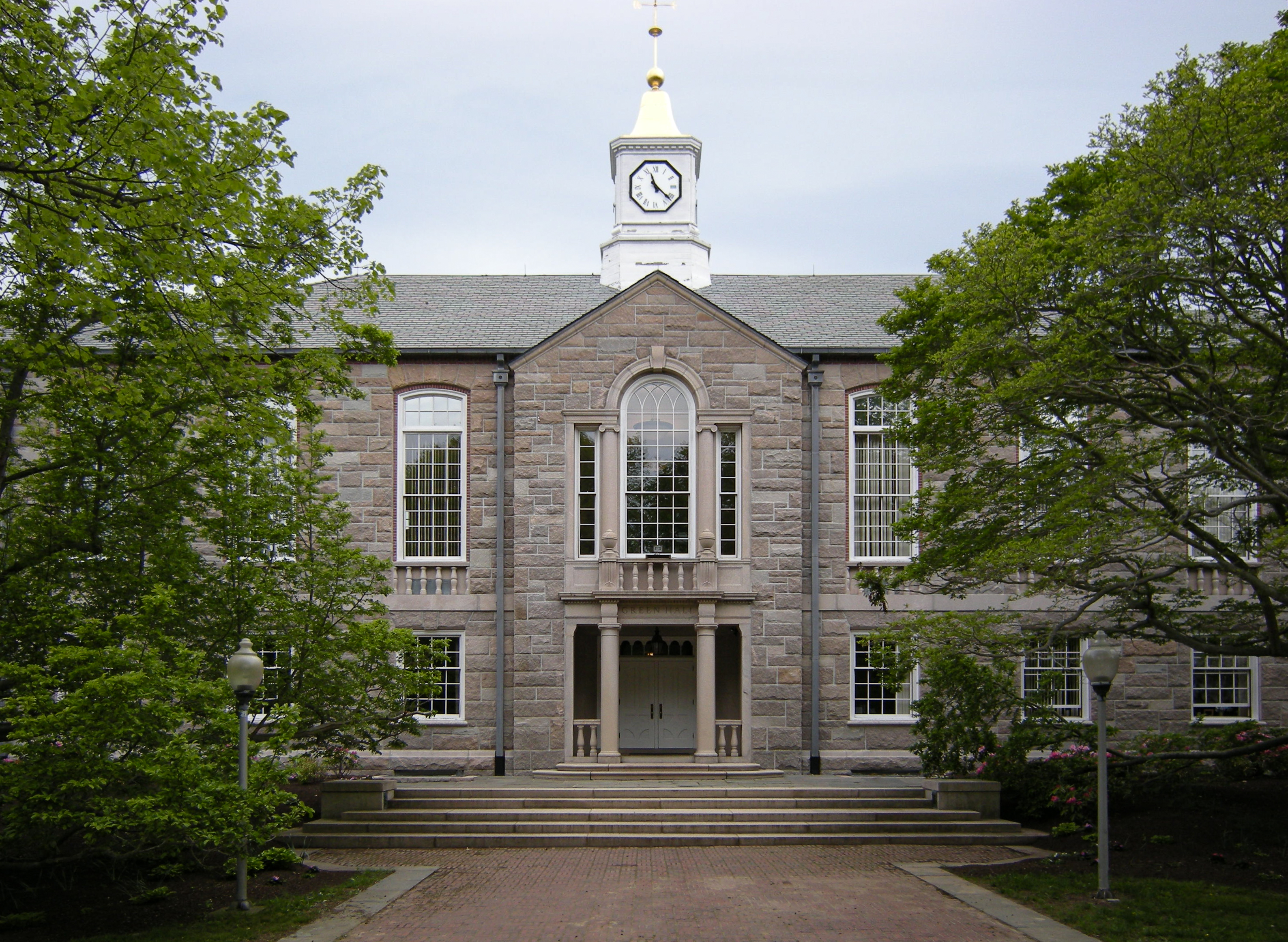
Green Hall, nomeado para Theodore F. Green (1937)
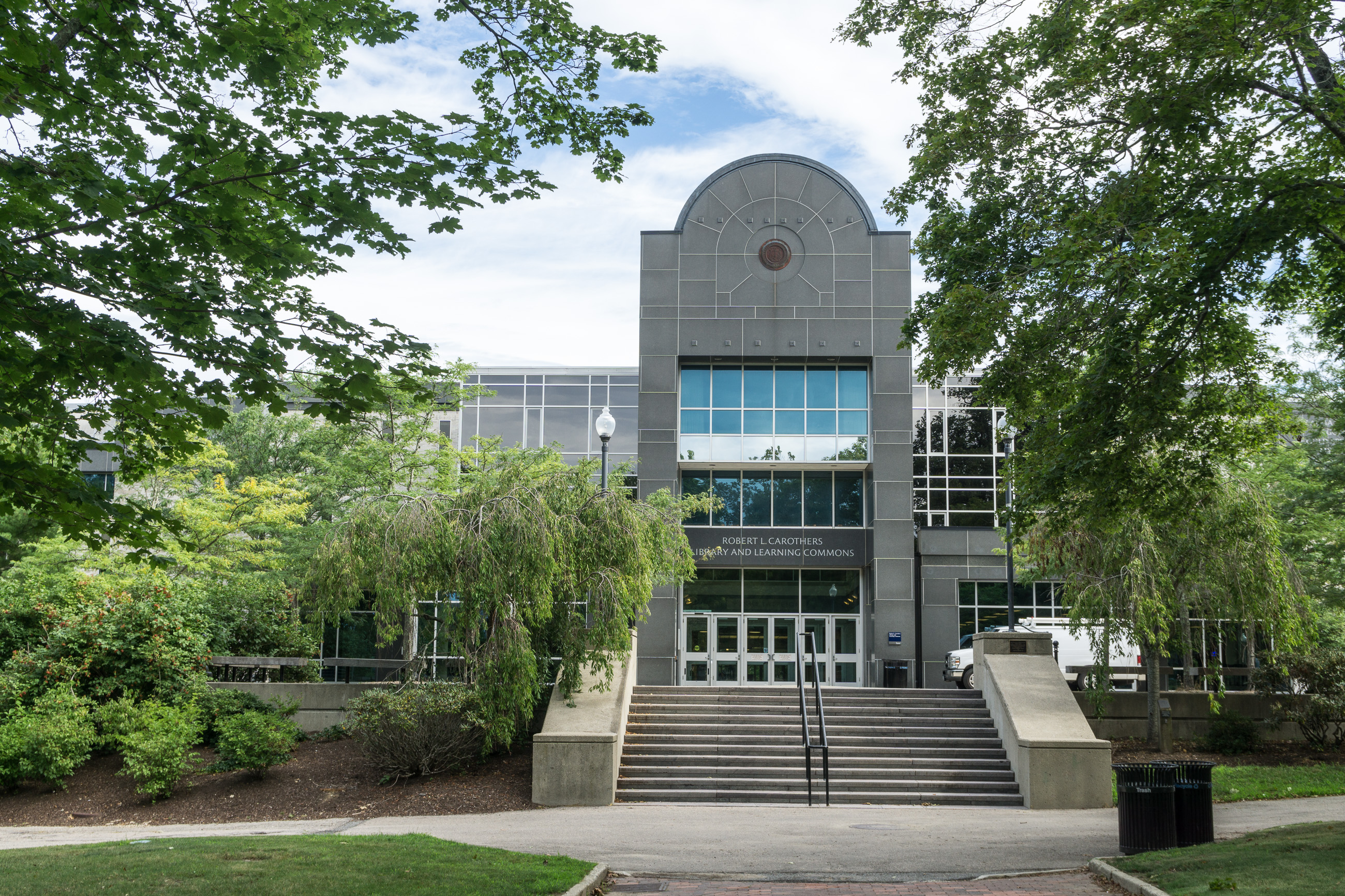
Robert L. Carothers Library and Learning Commons (construído em 1965, renovado em 1991)
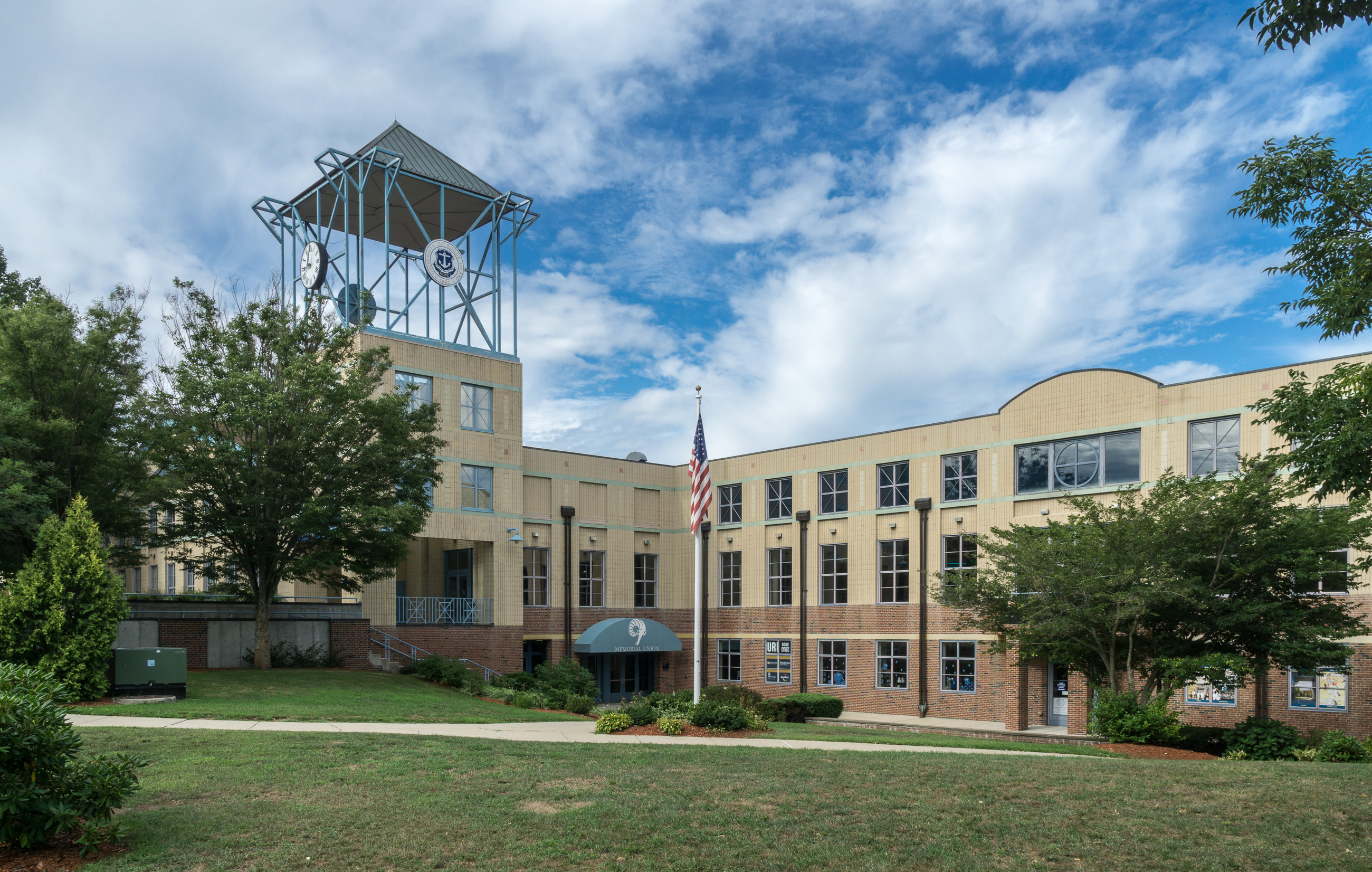
União Estudantil Memorial
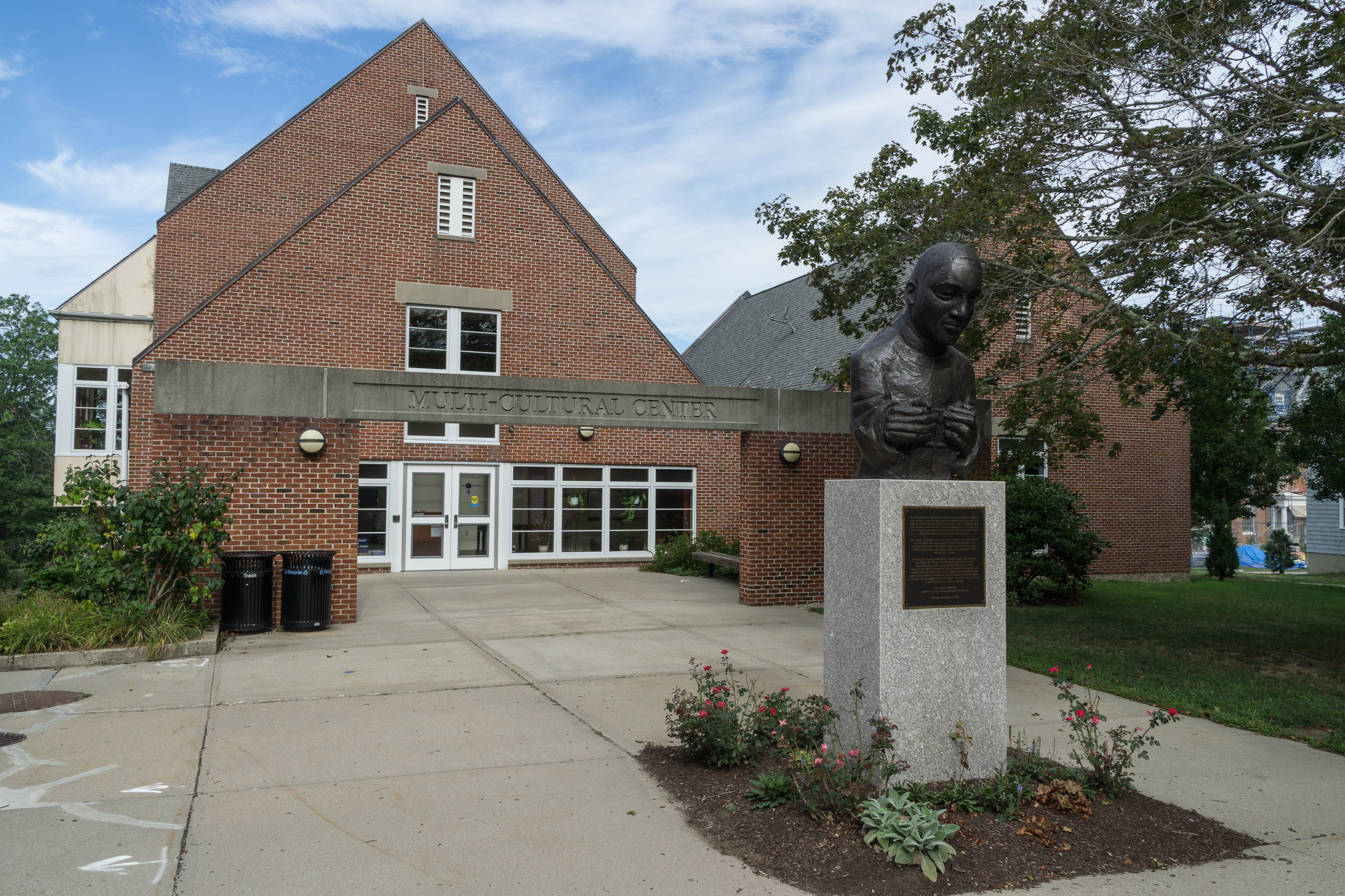
Centro Multicultural (1998)
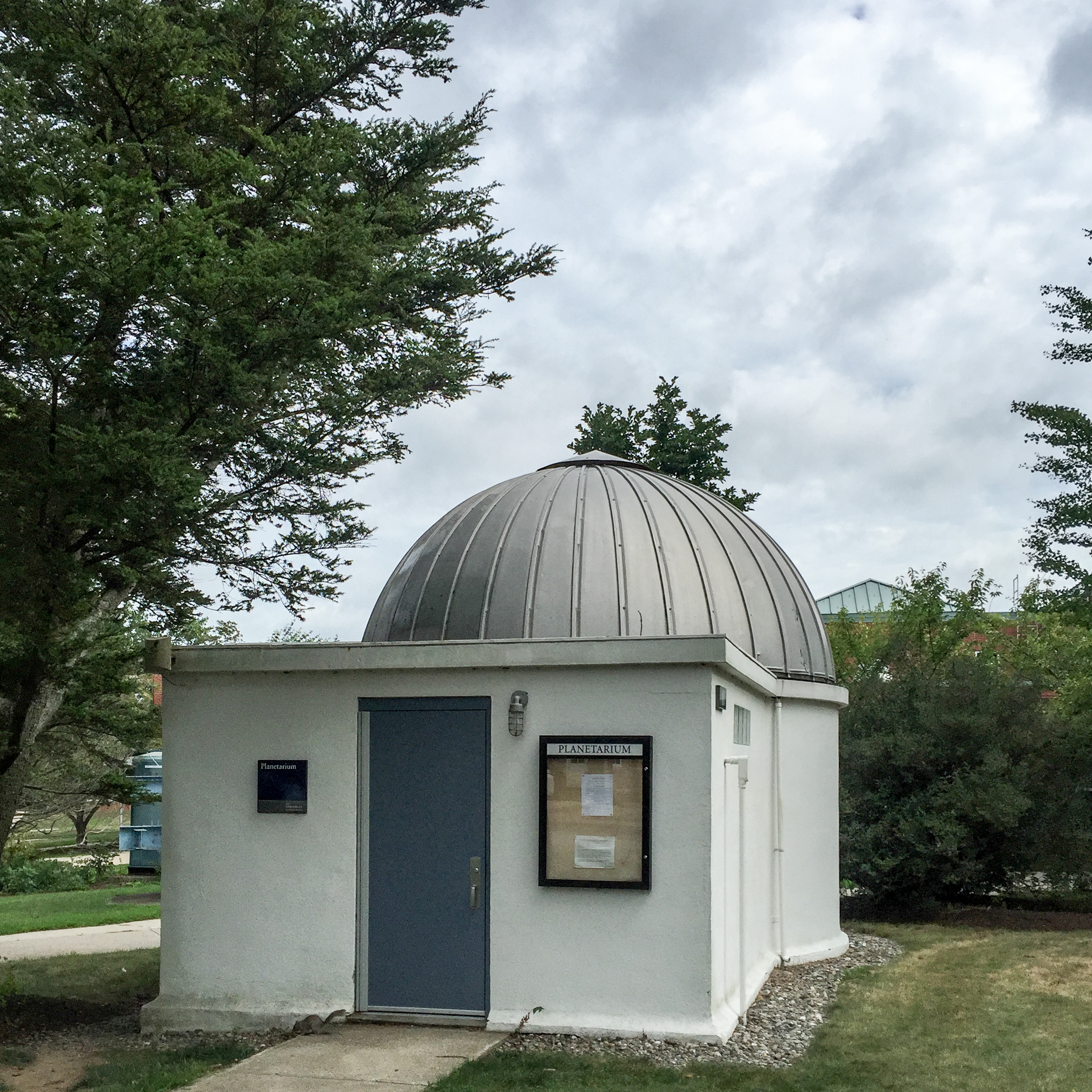
Planetário
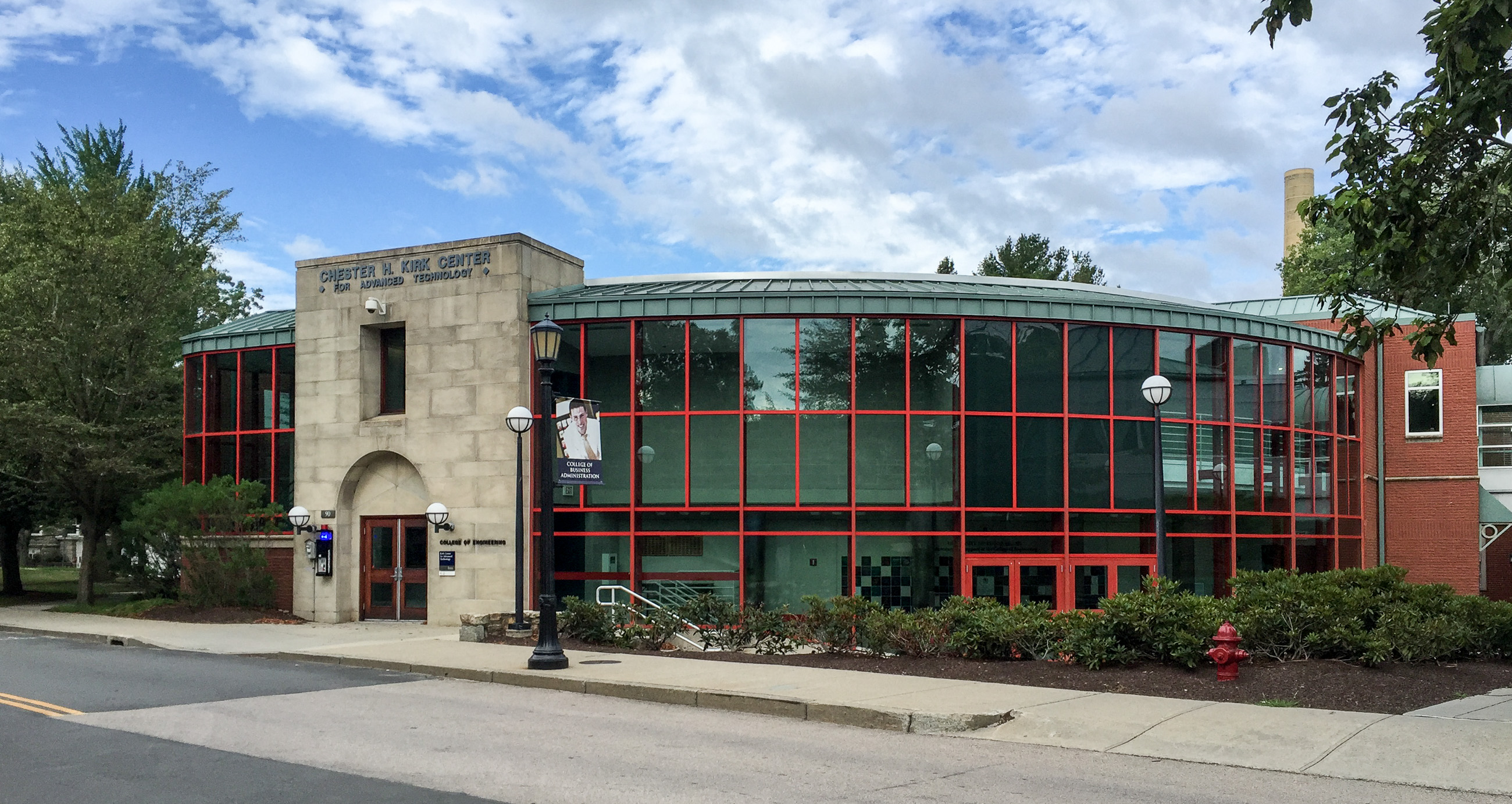
O Centro de Tecnologia Avançada Chester H. Kirk (1995)
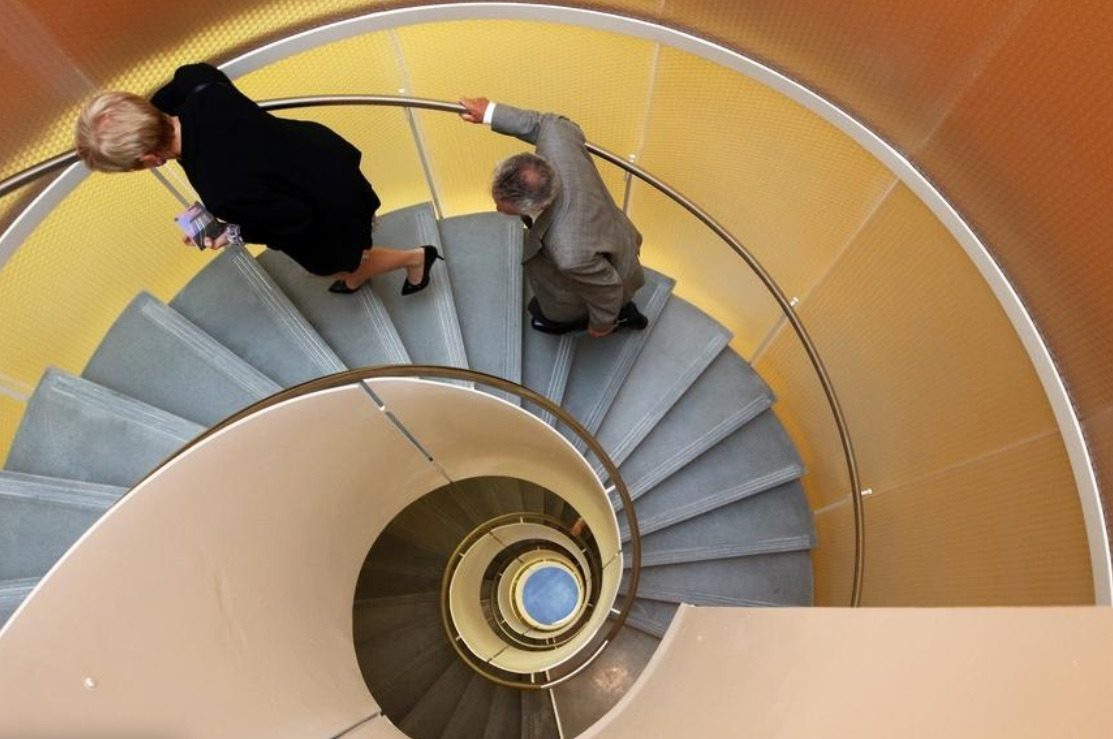
Nova escada de engenharia da URI para a excelência (2019)
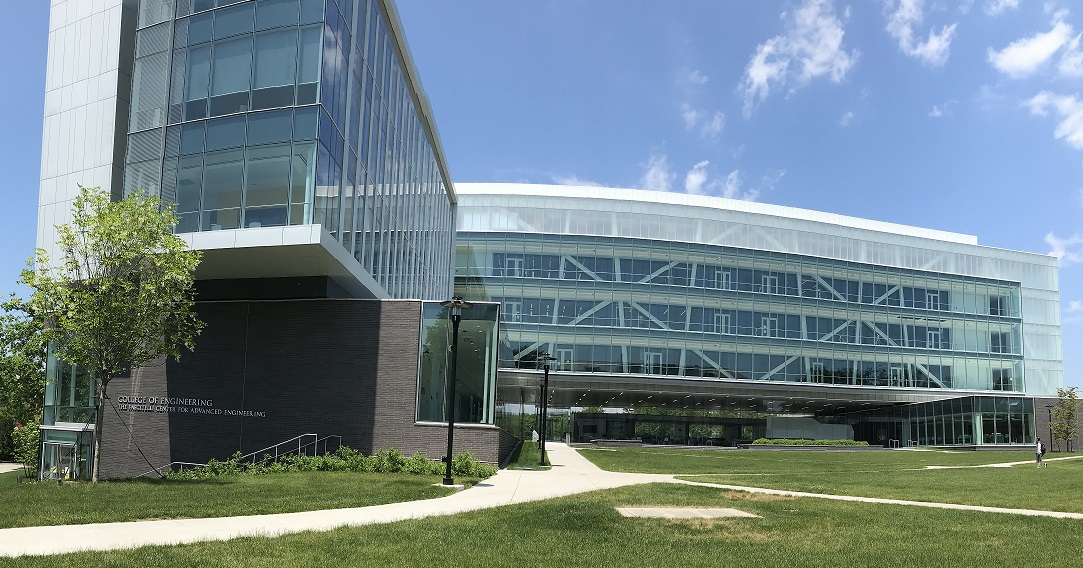
Novo Edifício de Engenharia URI (2021)

## Acadêmicos
|ARWU_NU=182–190|Forbes=444|THE_WSJ=401–500|USNWR_NU=170|Wamo_NU=151
|ARWU_W=801–900|THES_W=601–800|QS_W=|USNWR_W=774}}
A URI é credenciada pela Comissão de Ensino Superior da Nova Inglaterra . A proporção aluno-professor da Universidade de Rhode Island é de 16:1, e a escola possui 43,1% de suas turmas com menos de 20 alunos. Os cursos mais populares da Universidade de Rhode Island incluem: Enfermagem/Enfermeira Registrada; Psicologia Geral; Comunicação da Fala e Retórica; Cinesiologia e Ciência do Exercício; e Conhecimentos e Habilidades Relacionados à Saúde, Outros. A taxa média de retenção de calouros, um indicador de satisfação dos alunos, é de 84%.

### Classificações
US News &amp; World Report classifica URI empatado em 170º geral entre 389 "universidades nacionais" e empatado em 83º de 209 "melhores escolas públicas" em 2021.
- 40º em '' Farmácia (empate)" em 2021[13]
- 47º em "Melhor Programa de Estudos de Biblioteca e Informação (empate)" em 2021[13]
- 53º em '' Melhor Escola de Enfermagem: Mestrado (empate) '' em 2021[13]
- 54º em ''Ciências da Terra (empate)'' em 2021[13]
- 80º em '' Melhor Escola de Enfermagem: Doutor em Prática de Enfermagem (empate) '' em 2021[13]
- 101º em ''Psicologia Clínica (empate)'' em 2021[13]
- 102º em "Fisioterapia (empate)" em 2021[13]
- 108º em "Inglês (empate)" em 2021[13]
- 109º em "Patologia da Fala (empate)" em 2021[13]
- 119º em ''Ciências da Computação (empate)'' em 2021[13]
- 119º em "Melhores Escolas de Educação (empate)" em 2021[13]
- 122º em "Química (empate)" em 2021[13]
- 127º em "Matemática (empate)" em 2021[13]
- 131º em "Psicologia (empate)" em 2021[13]
- 132º em ''Melhor Programa de Graduação em Engenharia'' em 2021.[11]
- 140º em ''Ciências Biológicas (empate)'' em 2021[13]
- 146º em "Física (empate)" em 2021[13]
- 154º-202º em "Melhores Escolas de Engenharia" em 2021[13]

Ranking Acadêmico das Universidades Mundiais classifica a URI para 51-75 globalmente para '' Oceanografia '' em 2021.

### Admissões
O calouro médio de entrada no campus de Kingston para o outono de 2017 teve um GPA de 3,54 e uma pontuação SAT de 1178 (de 1600) (com pontuações ACT convertidas em escala SAT).

## Clubes estudantis
A URI tem 18 equipas desportivas de clubes compostas por cerca de 600 atletas. Os esportes do clube que a escola oferece incluem futebol, tênis, hipismo, frisbee final, vôlei, hóquei em campo, luta livre, tripulação, ginástica, lacrosse e vela, entre outros. Essas equipes viajam e competem contra outros programas intercolegiais do país. A URI também tem mais de 20 esportes internos, incluindo vôlei, badminton, queimada e futebol. Os esportes intramuros permitem que os alunos compitam em torneios e jogos com outros alunos no campus.
A URI também tem mais de 300 organizações estudantis e clubes, incluindo banda marcial, Sociedade de Ciências Marinhas, SAGA (Sexuality and Gender Alliance), Ether (bound), Anime Club, guilds de músicos, We're Offering Women Wisdom (WOWW), Puppy Raisers, e Alima International Dance Association. O jornal estudantil da universidade, The Good Five Cent Cigar, foi fundado em 1971.

## Atletismo

Logo URI Atletismo

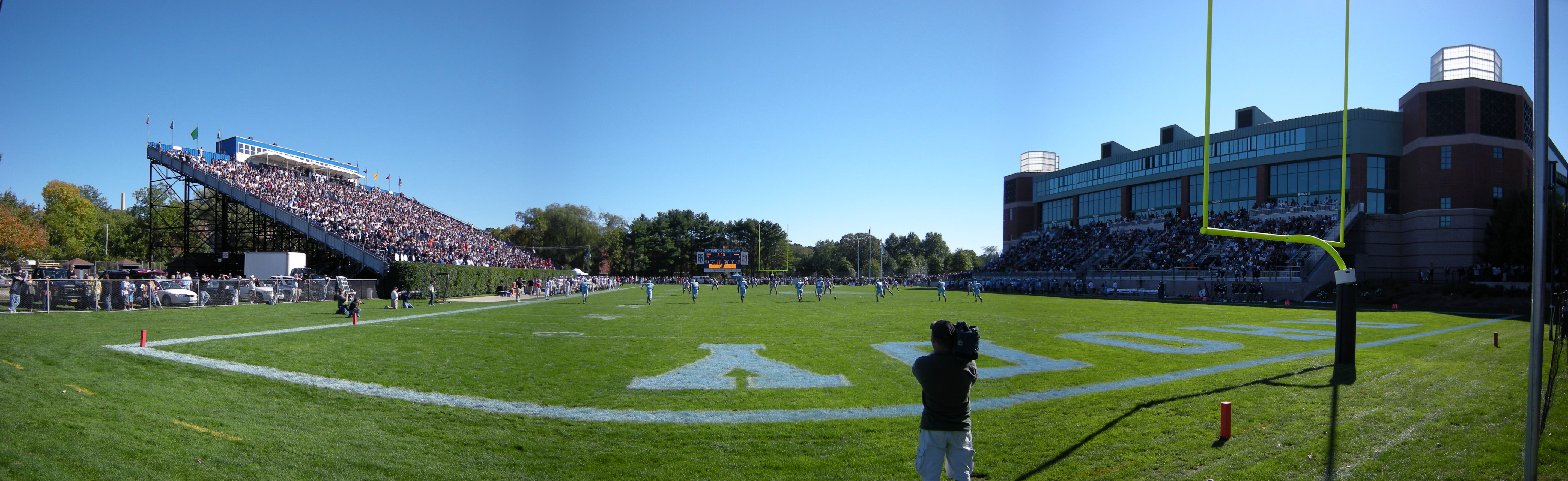
University of Rhode Island Rams Football no Meade Stadium

A Universidade de Rhode Island compete em 16 esportes intercolegiais. A universidade é membro da Atlantic 10 Conference e da Colonial Athletic Association na NCAA Division I Football Championship Subdivision.
O basquete masculino do Rhode Island Rams compete na Conferência Atlantic 10 e apareceu no Torneio "March Madness" da NCAA 10 vezes desde sua primeira aparição em 1961. Duas dessas dez aparições ocorreram durante as temporadas de 2017 e 2018.

As instalações esportivas incluem o Ryan Center, Keaney Gymnasium, Meade Stadium, Mackal Field House, Tootell Aquatic Center, Bradford R. Boss Arena, URI Soccer Complex, Bill Beck Field e URI Softball Complex.

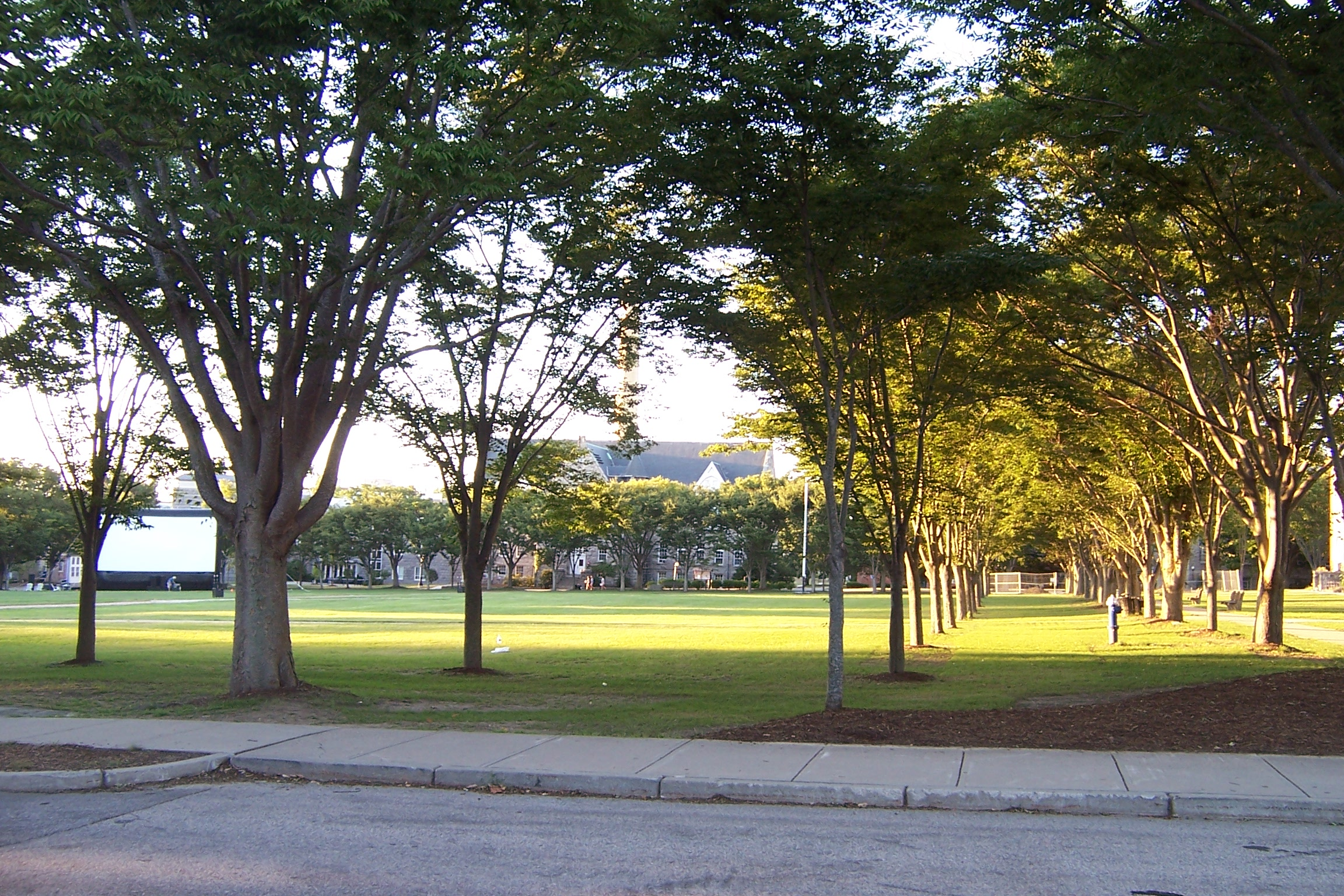
Quadrilátero em uma noite de início de setembro na Universidade de Rhode Island.

## Vida fora do campus
Enquanto 5.600 estudantes vivem nas 25 residências do campus, milhares optam por se deslocar da área circundante. Narragansett, uma cidade vizinha a Kingston, é composta por centenas de casas de veraneio que são alugadas para estudantes durante o ano letivo.

## Ex-alunos notáveis
Ex-alunos notáveis da Universidade de Rhode Island em política e governo incluem o tenente-general Michael Flynn (bacharelado em 1981), 38º prefeito de Providence Jorge Elorza (bacharelado em 1998), e governadores de Rhode Island Lincoln Almond (B.Sc. 1959) e J. Joseph Garrahy (1953).
Graduados notáveis em jornalismo e mídia incluem o correspondente da CNN John King (BA 1985), a âncora da CNN Christiane Amanpour (BA 1983) e o correspondente da CBS Vladimir Duthiers (BA 1991).
Entre os ex-alunos da URI nas artes e entretenimento estão os atores JT Walsh, Peter Frechette (BFA) e Amanda Clayton .

Graduados notáveis em negócios e finanças incluem o bilionário Ben Navarro (B.Sc. 1984); ex-presidente da American Airlines, Robert Crandall (1960); e ex-CEO da CVS, Thomas Ryan (1975).

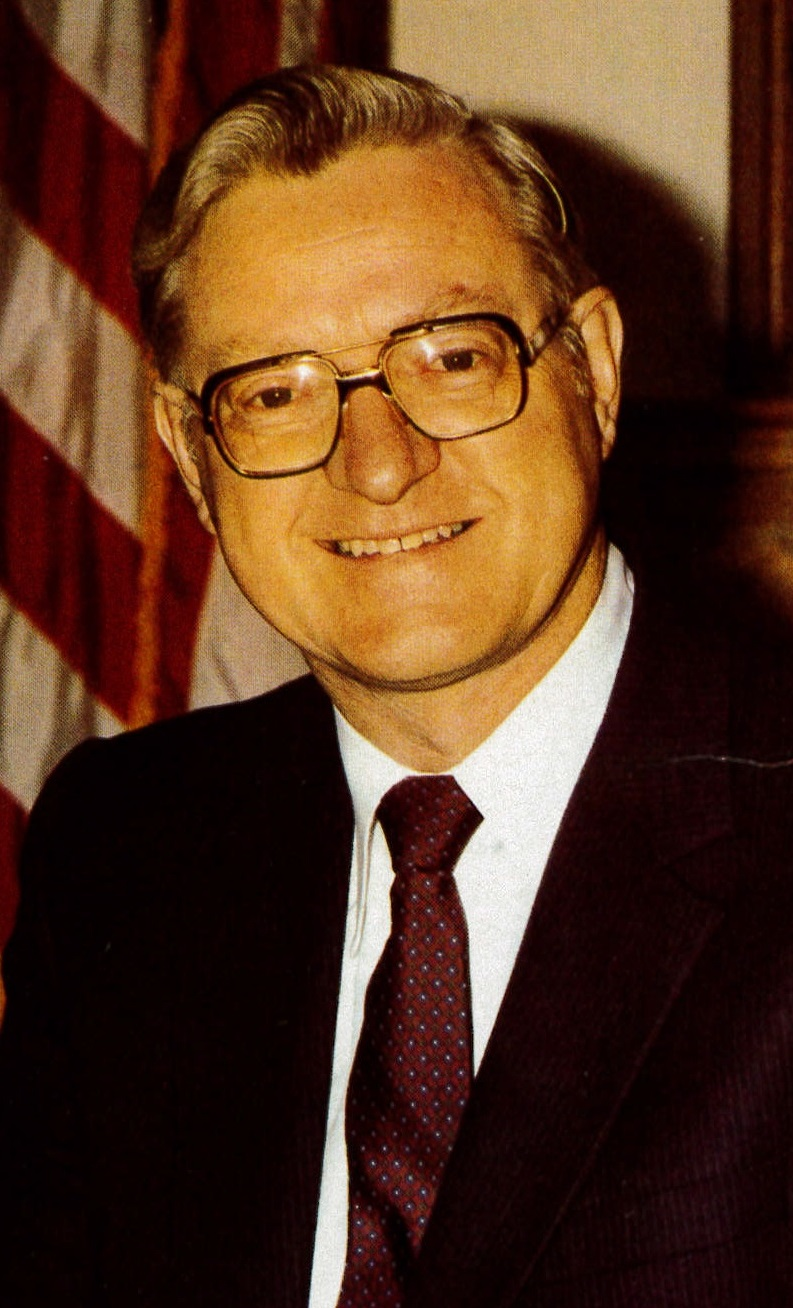
Governor of Rhode Island J. Joseph Garrahy '59
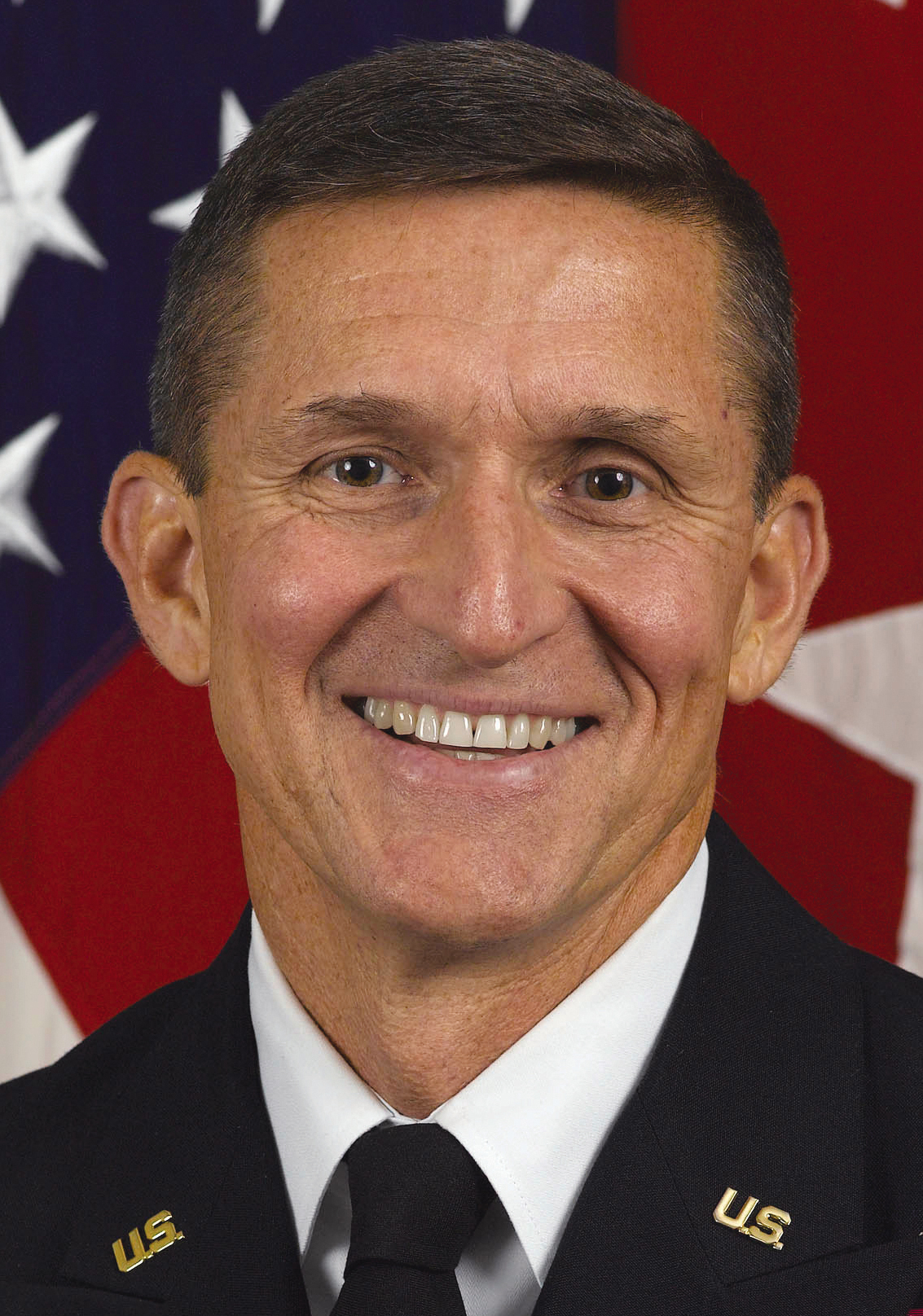
25th U.S. National Security Advisor Michael Flynn '81
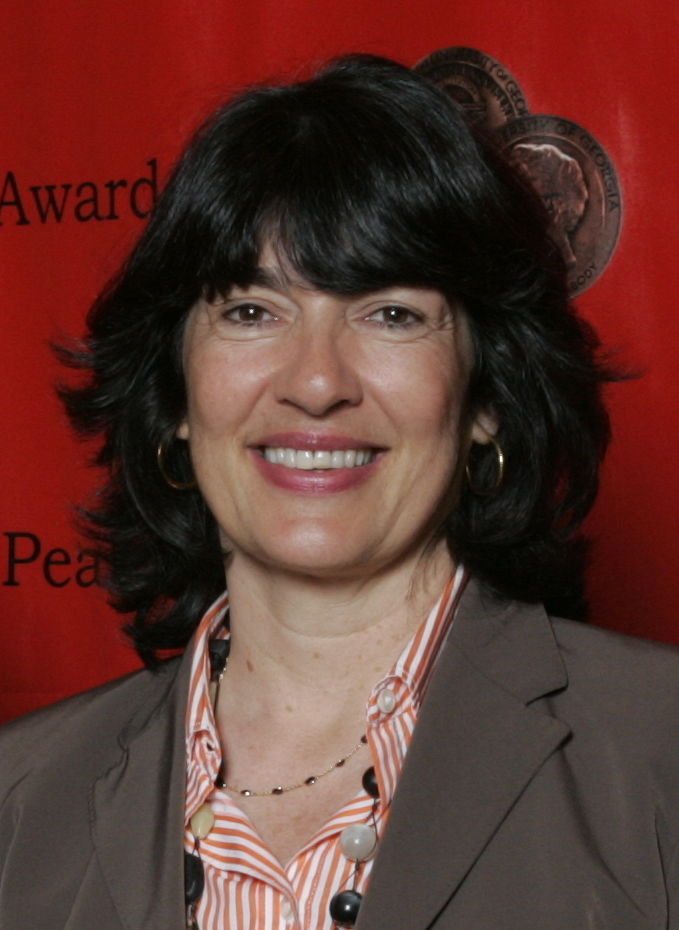
CNN anchor Christiane Amanpour '83
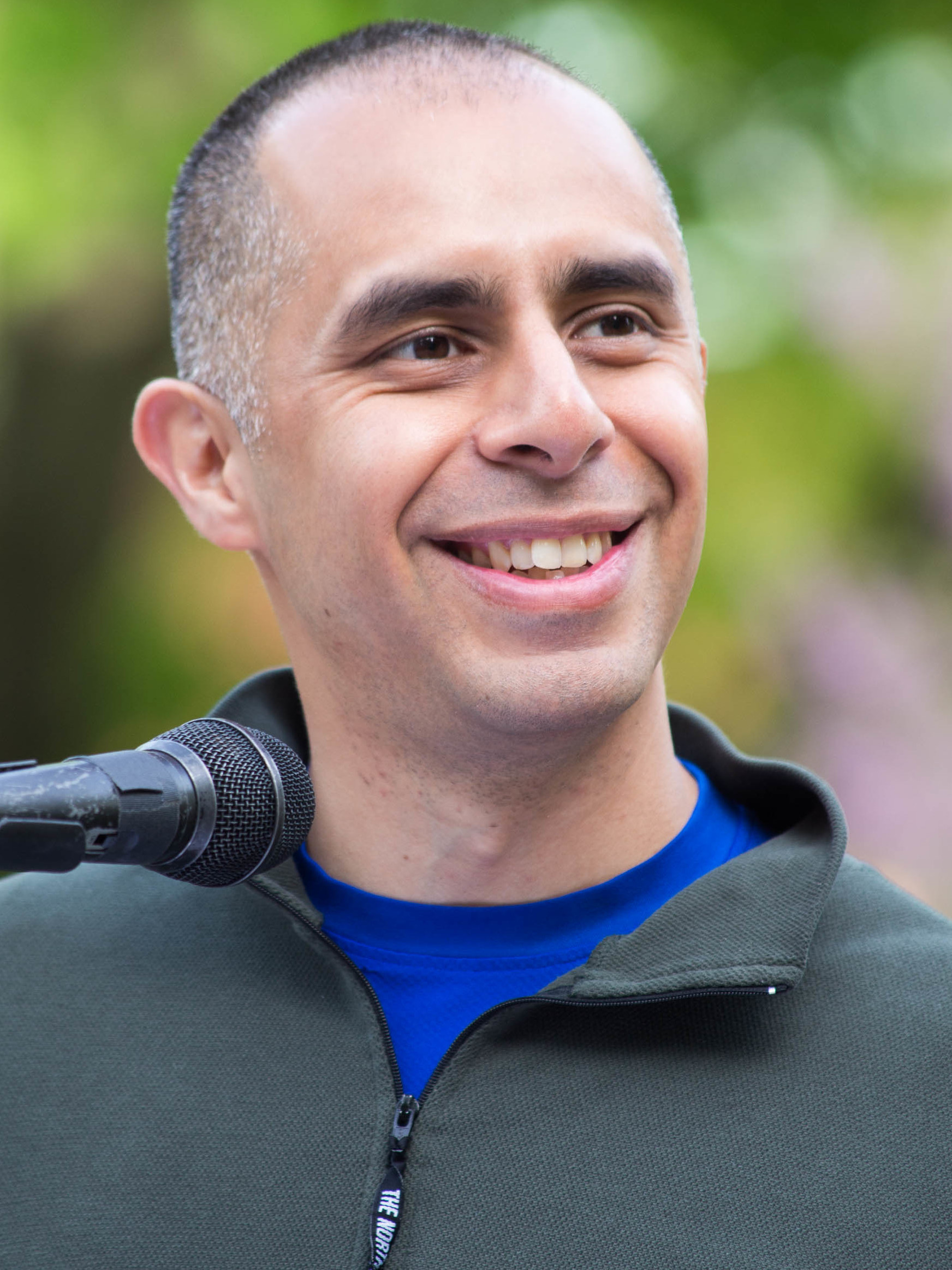
38th mayor of Providence Jorge Elorza '98
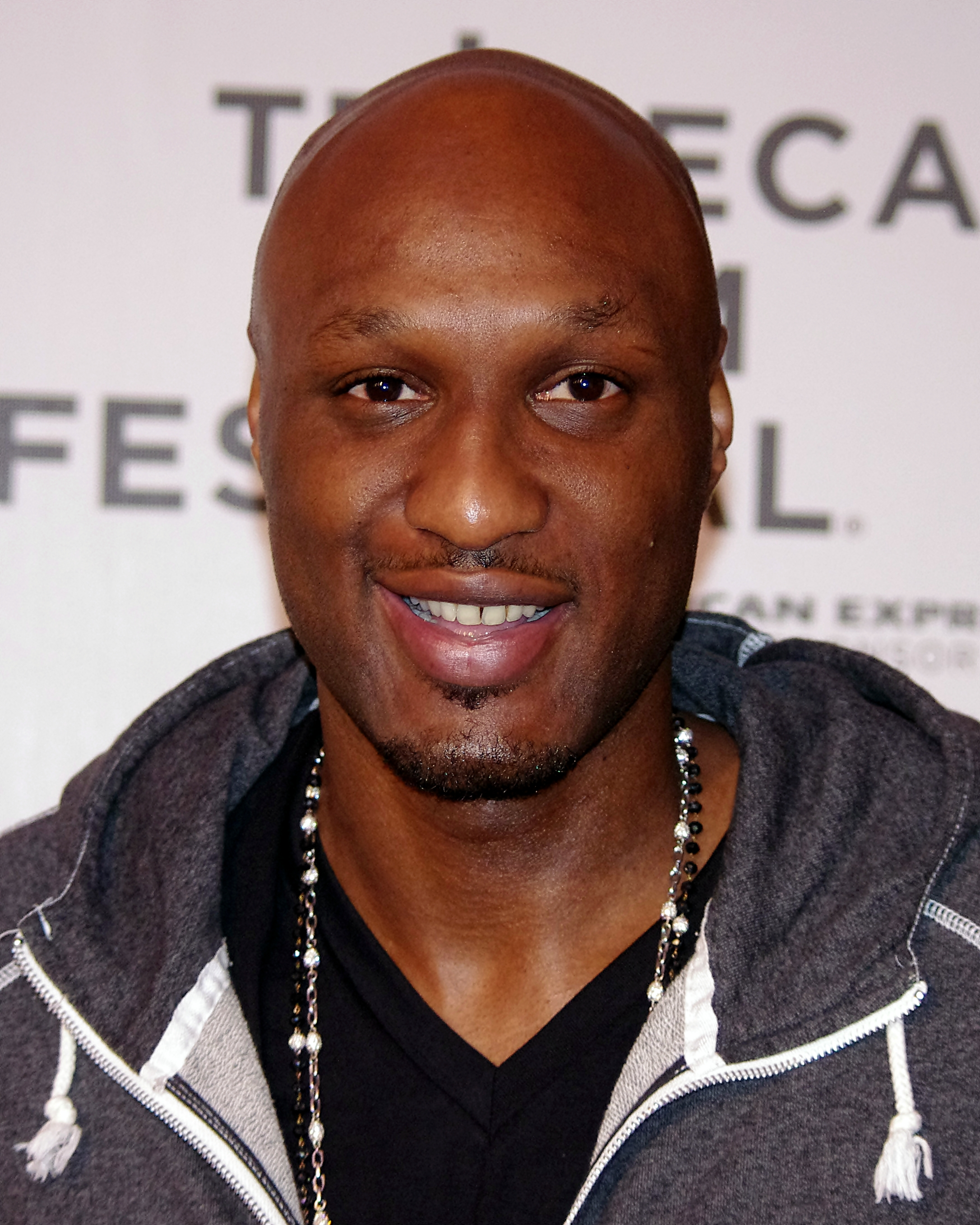
Basketball star Lamar Odom (did not graduate)

## Corpo docente notável
- Robert Ballard, arqueólogo submarino e descobridor dos destroços do Titanic
- Yehuda Hayuth, professor israelense de geografia e presidente da Universidade de Haifa
- Natalie Kampen
- Joëlle Rollo-Koster
- Andrea Rusnock
- Melvin Stern
- Robert Weisbord